# 亨利·米肖
亨利·米肖（法語：Henri Michaux，法語發音：[ɑ̃ʁi miʃo]；1899年5月24日—1984年10月18日）法国诗人，画家。

## 生平
米肖生于比利时那慕尔一个天主教律师家庭。结束了五年的寄宿学校生活后，米肖希望当个神父，但是被父亲阻止了。随后他按照家人愿望进入布鲁塞尔自由大学学习医学，但不久就退学，担任海军船只的司炉工，前往美洲，非洲以及中国。1923年开始他开始为杂志写稿，后移居巴黎。在巴黎，米肖通过作教师和秘书来维持自己的生活，同时开始作画。1926年他的诗作也开始出现在刊物上，但是他的先锋派风格仅仅在很小的圈子里被接受与赞扬。
1927年米肖去非洲和美洲大陆旅行，写过《厄瓜多尔》。1930-1931年米肖到日本、中国、印度旅行。1932年他将在亚洲游历的经历写成富于东方意味诗歌《一个野蛮人在亚洲》。其中的佛教哲学，东方的书法都成为他后来很多诗歌和画作的主题和灵感来源。1930年发表了最著名的著作《plume》描绘了一个在生活中屡遭磨难的反英雄角色-普卢姆。他时而睡着时而醒来，期间房子被偷，妻子被杀，他什么都没注意到。1939年他穿越美洲大陆来到巴西，在当地生活了两年。
四十年代，米肖的创作开始受到重视。他和安德烈·纪德，奧克塔維奧·帕斯成了朋友。1943年结婚。1948年妻子因火灾丧生后，他开始试用致幻剂mesliane，并写下或用绘画表达用后的幻境。1955年他成为法国公民，和家人在法国度过了余生。1965年他获得国家文学奖，但拒绝领奖。

## 主要作品
- 《一个野蛮人在亚洲》
- 《痛苦的奇迹》
- 《内部的空间》

## 外在链接
https://web.archive.org/web/20111020040517/http://www.kirjasto.sci.fi/hmichaux.htm